# Бежать или сражаться
Бежать или сражаться (англ. Fight or Flight ) — третья серия первого сезона сериала «Энтерпрайз» из саги Звёздный путь.Энтерпрайз наталкивается на заброшенный корабль, на борту несколько трупов и некоторые из них убиты явно не просто так. И возможно убийцы всё ещё неподалёку…

## Вступление
Хоси Сато находится в медотсеке и рассматривает инопланетного слизня, который находится внутри стеклянного цилиндра. Это единственная инопланетная форма жизни, которая пока встретилась команде. Хоси просит доктора Флокса заботится о нём получше — выработанные за последний век традиции Земли предписывают относиться с почтением к жизни любого существа, разумное оно или нет. Флокс заверяет его, что делает всё возможное, но помочь созданию может лишь возвращение на планету, схожую по условию с его родной.
В отсек входит Трип. Он сетует на то, что за столько дней они до сих пор не повстречали ни одной формы жизни кроме этого «умирающего слизня» и говорит доктору, что вскоре подаст больше энергии в медотсек.

## Акт 1
Т’Пол входит в каюту капитана и застаёт его за тем, что он, приложив ухо к полу, что-то выслушивает… он интересуется, не слышит ли Т’Пол каких-либо звуков из-под пола. Т’Пол отвечает, что не слышит, на что Арчер сетует, что теперь, по-видимому, придется разбирать пол, чтобы выяснить причину звуков. Тем временем в оружейном отсеке Малкольм и Мейвизер калибруют торпеды, Энтерпрайз в прошлый раз слишком спешил… К ним присоединяется Арчер, Рид недоволен тем, что точность поражения не удается увеличить более чем до 3 метров. Арчер приказывает выйти из варпа
```
для испытания торпедных турелей, благо поблизости оказался астероид, его и собирается подстрелить Рид. Торпеда, не уничтожив цель, срикошетила прямо к Энтерпрайзу, благо её вовремя удалось уничтожить. Арчер, несмотря на просьбы Рида, приказывает лететь дальше, говоря, что у них сейчас нет времени на полевые испытания оружия, он советует Риду ещё поработать над точностью торпед, но на тренажере. Далее мы видим Столовую: Трип и Флокс обедают за столом вместе. Трип сетует на то, что уже прошло немало времени, а ничего интересного они не обнаружили, он интересуется, как себя чувствует Флокс в новом коллективе. Флокс отвечают, что для него тут каждый миг небезынтересен, потому как люди чрезвычайно непредсказуемые существа и потому с ними всегда интересно общаться. Мостик, Т’Пол на сканерах засекает неизвестный инопланетный корабль в трёх световых годах от ближайшей системы. Сканеры не фиксируют на нём каких-либо признаков деятельности, Арчер посылает приветствие, но ответа не получает. При ближайшем осмотре выясняется, что корабль пострадал в результате битвы. Т’Пол рекомендует не вмешиваться, но так как сканеры фиксируют всё-таки на борту биосигналы, Арчер требует снарядить отряд для высадки и подготовить 
шаттл
.
```

## Акт 2
Узнав о том, что готовится вылазка за борт с капитаном пытается напроситься и Трип но натыкается на твёрдый отказ старого друга и заявление о том что Энтерпрайз в первые дни своего полёта нуждается в неусыпном внимании его главного инженера. Затем мы видим, как Арчер диктует очередную запись в своём дневнике, где он рассказывает о своём мнении на то, что послужило первопричиной пререканий между ним и Т’Пол на этот раз. Затем в каюту входит Хоси и просит не брать её в эту миссию и обойтись просто универсальными переводчиками. Арчер спрашивает о причине такой просьбы. Хоси говорит, что она страдает от клаустрофобии, когда находится в скафандре. Арчер ей всё же отказывает. Шаттл через некоторое время покидает Энтерпрайз и стыкуется с инопланетным судном. Внутри помещений температура — 20 C° и атмосфера азотно-метанная. По стенам брызги крови зеленоватого цвета, в командном отсеке трупы плавают в состоянии невесомости. Пройдясь по помещениям и немного покорпев над письменами неизвестной расы, группа высадки натыкается на помещении к потолку, которого прикреплённые неизвестного назначения трубами висят мертвецы. Хоси впадает в истерику, группа высадки покидает корабль и направляется к Энтерпрайзу, Т’Пол рекомендует немедленно покинуть эту опасную область потому как возможно те, кто напал на инопланетян, могут вернуться. Арчер соглашается и приказывает лечь на обратный курс на скорости в ВОРП 3.

## Акт 3
Арчер, Трип и Т’Пол сидя за ужином, обсуждают происшедшее. Арчер заводит речь о моральных нормах Землян, он говорит, что жалеет, что только что чуть не нарушил их. Обращаясь к Т’Пол он спрашивает: «Смогли бы Вулканцы обнаружив собственный корабль, с трупами на борту оставить их без должного погребения»? И не попытаться найти виновника их смерти, дабы покарать его?" Т’Пол не находит что ответить. Арчер приказывает лечь на курс к обнаруженному кораблю. В зале совещаний, что прямо на мостике они решают, что на борт высадятся четверо: сам Арчер, Трип, Флокс, и снова Хоси. Трип «оживит» подпространственный передатчик, дабы Хоси могла передать сигнал SOS на родном языке несчастных погибших. Арчер и Флокс обследуют трупы вновь и попробуют разобраться в первопричине нападения на инопланетный корабль.

## Акт 4
Арчер и Флокс после вскрытия одного из трупов узнают что насосы, от которых шли трубки, выкачивали Триглобулин, он считает что вид, который это мог свершить, использовал его как средство повышающее потенцию. Также он намекает, что человеческая лимфа довольно схожа с этим веществом. Капитан ничего не говорит, а просто мрачнеет. Тем временем из ВОРП в 60000 километрах выходит корабль неизвестного вида, он не выходит на связь. С мостика связываются с группой высадки и требуют как можно скорее вернуться на корабль. Команда спешно усаживается в шаттл и отстыковываются от инопланетного корабля. Когда шаттл уже почти вошёл в ангар, Энтерпрайз делает попытку уйти в ВОРП, но инопланетный корабль повреждает ВОРП-гондолы и некоторую область корпуса.

## Акт 5
Прибыв на борт Энтерпрайза, Арчер ещё из ангара приказывает Риду готовить торпеды. Через некоторое время командует «Огонь!».Первая торпеда разбивается о защитное поле противника, вторая ещё на подлёте была уничтожена фазерами. Корабль противников сканирует Энтерпрайз, Доктор Флокс находящийся на мостике говорит следующее: «Без сомнений, они выяснили, что наша лимфа содержит полезные для них элементы». Команда мрачнеет в лицах… Похоже, что технологии этого вида многократно превосходят технологии Звёздного флота. Арчер приказывает Риду явиться в оружейную и приступить к раздаче оружия экипажу. Когда сам капитан собирается покинуть мостик, на панели Тревиса Мейвизера раздается сигнал, свидетельствующий о приближении ещё одного корабля. Арчер вопросительно смотрит на Тревиса — он выводит на Обзорный экран изображение корабля, точно такого же, как и корабль несчастных инопланетян, на который они наткнулись вначале. Корабль вызывает Энтерпрайз, тем временем корабль таинственных противников уже приступил к бурению корпуса корабля. Энтерпрайз отвечает на вызов инопланетного корабля, на обзорном экране тот же вид инопланетян, похоже, они откликнулись на сигнал SOS. Арчер просит Хоси попросить у них помощи, объяснить им, что инопланетный корабль сейчас атакует Энтерпрайз и есть убийцы команды того корабля, что принадлежал их расе. Инопланетянин вопрошает: «Кто поручится, что вы не лжёте?». Арчер просит Хоси попросить того проанализировать насосы, что выкачивали триглобулин из их сородичей и ВОРП след агрессоров. Хоси не знает, как сказать «насосы» на их родном языке… Арчер просит Хоси изъясниться с инопланетянином без универсального переводчика. Она удивлена, но похоже ей и впрямь пора применить свои способности по полной. Ей удаётся убедить инопланетного капитана, что не Энтерпрайз виновник трагедии. Новые друзья тут же атакуют агрессоров в области бура, затем Энтерпрайз, высвободившись из «плена», пускает торпеду по одной из орудийных платформ противника, инопланетяне выжидают, пока Энтерпрайз отойдёт подальше и уже окончательно добивают агрессоров. Арчер на мостике обращается к экипажу: «Похоже, у нас теперь новые друзья». Затем мы видим, как Энтерпрайз уже через некоторое время после битвы направляется к планете, имя которой остаётся неизвестным. Из шаттла высаживаются Хоси и Флокс, Хоси выпускает из контейнера того самого слизняка, что мы видим в начале серии, она надеется, что здесь он приживется, пускай и вдали от дома.

## Прочая информация
- Этот эпизод один из немногих, в котором мы слышим под конец первоначальный вариант «основной темы» Энтерпрайза.
- Судя по дизайну корабля агрессоров можно сделать вывод, что это куарены, также бывшие отмеченными в сериале «Глубокий космос-9».